# Wilhelm Otto (Maler)
Wilhelm Otto, vollständig Gustav Friedrich Wilhelm Otto (* 23. August 1868 in Oldenburg (Oldb); † 31. Dezember 1942 in Neumünster) war ein deutscher Maler.

## Leben
Wilhelm Otto war ein Sohn des gleichnamigen großherzoglichen Oberförsters Wilhelm Otto und dessen Ehefrau Meta, geb. Ohrt.
Er studierte von 1886 bis 1888 an der Akademie in Karlsruhe, vor allem bei Gustav Schönleber. Von 1889 bis 1891 studierte er an der Preußischen Akademie der Künste in Berlin bei Eugen Bracht und Max Koner.

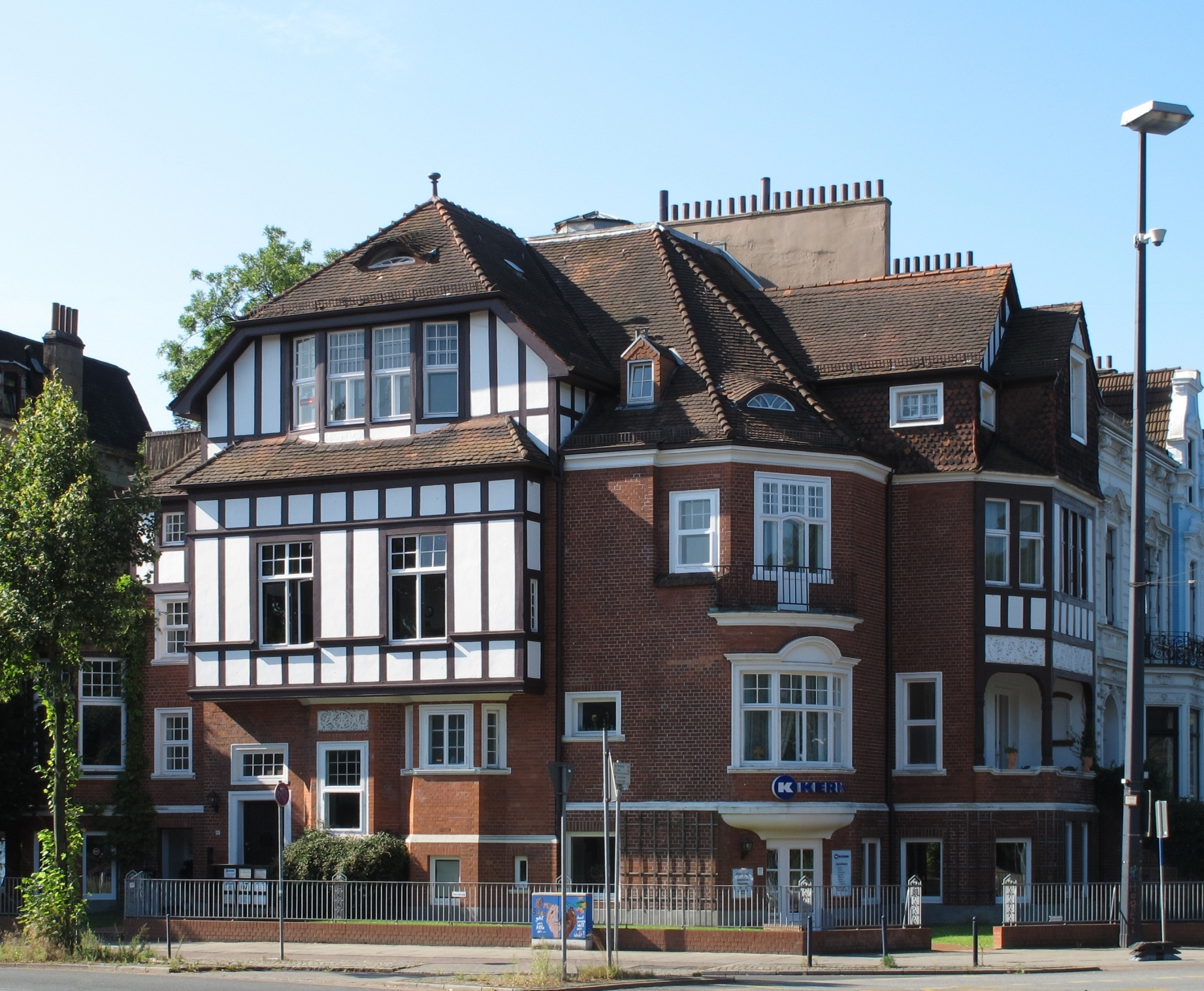
Villa Otto

Nach Abschluss seines Studiums ließ er sich in Bremen nieder. Er war vor allem als Landschaftsmaler tätig und gründete eine private Malschule. 1900 heiratete er die aus einer wohlhabenden Bremer Familie stammende Elise, geb. Sosat (1880–1961). Die Ehe wurde später geschieden. Das Paar war in der Lage, sich im Bremer Stadtteil Schwachhausen eine repräsentative Villa, die heute denkmalgeschützte Villa Otto errichten zu lassen. Otto war sowohl in seinen Werken wie auch in seiner Verbandsarbeit ein Verfechter der regionalen Kunst und der Heimatpflege. 1904 gehörte er zu den Gründungsmitgliedern im Verein für Niedersächsisches Volkstum. Bei der Gründung des Oldenburger Künstlerbunds im gleichen Jahr wurde Otto dessen stellvertretender Vorsitzender. 1905 wurde er für sein Engagement im Vorfeld der Oldenburgischen Landesausstellung von Großherzog Friedrich August zum Professor ernannt. 1906 gründete er die Vereinigung Nordwestdeutscher Künstler mit.
1910 zog Otto nach Lübeck, wo er auf dem Hof Kaninchenberg an der Wakenitz lebte. Im Ersten Weltkrieg leistete er Kriegsdienst als Hauptmann und Kompaniechef. 
Im Mai 1919 wurde Otto zum ersten Vorsitzenden der neugegründeten Overbeck-Gesellschaft gewählt, jedoch schon im folgenden Jahr durch den neuen Museumsdirektor Carl Georg Heise abgelöst. Otto engagierte sich in den Lübecker kulturpolitischen Debatten, so 1920 in der Diskussion um den Ankauf des Behnhauses und später in der Diskussion um Heises Projekt der Nischenfiguren von Ernst Barlach für die Katharinenkirche, das er unterstützte.
1921 verließ Otto Lübeck. Die folgenden Jahre waren durch einen unsteten Lebenswandel und Alkoholismus geprägt. Um 1932 lebte er in Uelzen. 1937 zog er zur Familie Ebeling auf das Waldgut Waldhütten (Gemeinde Meezen) im heutigen Naturpark Aukrug in Schleswig-Holstein.

## Ausstellungen
- Oldenburger Kunstverein 1893–1895
- Oldenburger Landesausstellung 1905
- Jahrhundertausstellung lübeckischer Kunst vom Anfang des 19. Jahrhunderts bis zur Gegenwart zur Nordischen Woche 1921

## Werke
- Illustrationen zu Heinrich Ohrt: Die Großherzoglichen Gärten und Parkanlagen zu Oldenburg: dargestellt in Wort und Bild. Oldenburg: Schulze 1890

Digitalisat, UB Oldenburg